# 富山県道130号総合運動公園線
富山県道130号総合運動公園線（とやまけんどう130ごう そうごううんどうこうえんせん）は富山県富山市内を通る一般県道である。

## 概要

### 路線データ
- 起点：富山県富山市新保（富山県道69号富山笹津線交点）
- 終点：富山県富山市栗山字島割（国道41号交点）
- 実延長：1,264m

## 沿革
- 1995年（平成7年）4月1日 - 認定[1]

## 地理

### 通過する自治体
- 富山県富山市

### 接続する道路
- 富山県道69号富山笹津線（起点：富山市新保）
- 国道41号（越中東街道）（終点：とやまオムニパーク交差点）

### 周辺
- 富山県総合運動公園
  - 陸上競技場
- バイホロン 本社・工場